# Kościół i klasztor oo. kapucynów w Krośnie
Kościół i Klasztor braci Kapucynów w stylu barokowym, z kamienną fasadą, sklepieniem kolebkowym, i przylegającymi pomieszczeniami klasztornymi. Jest siedzibą Parafii Podwyższenia Krzyża Świętego.

## Historia

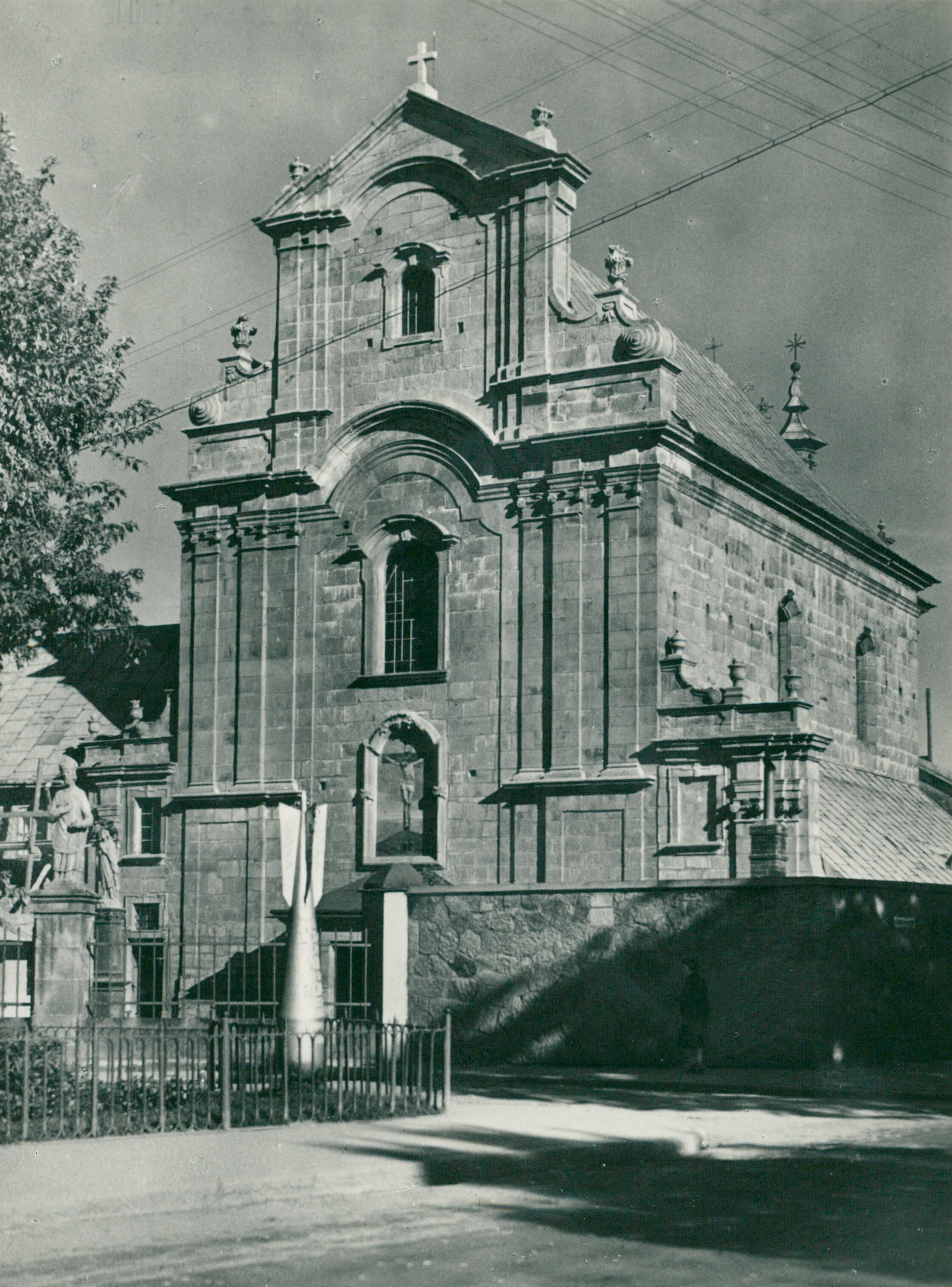
Widok kościoła w 1939

Gdy w 1753 roku sprowadzono zakon Kapucynów, zaczęto według projektu Innocentego Bartha wznosić na zewnątrz Bramy Węgierskiej, na placu kościoła św. Jakuba, kościół i klasztor. Powstał on dzięki ofiarności: Jana Klemensa Branickiego – starosty krośnieńskiego (1720), wojewody krakowskiego i hetmana wielkiego koronnego, Aleksandra Jaworskiego – rejenta sanockiego, oraz Wacława Hieronima Sierakowskiego – biskupa przemyskiego. Rozpoczęcie budowy utrudniały zaborcze działania wojsk i po 1772 roku dekrety cesarskie, likwidujące klasztory kapucynów. Budowę rozpoczęto w 1771 roku, fundamenty były już w 1773 roku, lecz w 1781 roku kościół stanął bez sklepienia.
Sklepienie wykonano 1809 roku, ponieważ w tym czasie władze austriackie niemal podjęły decyzję o kasacie krośnieńskiego zakonu kapucynów, jak np. w pobliskim Bliznem w 1785 roku. Przystąpiono do prac wewnątrz kościoła i tworzenia iluzjonistycznych polichromii, które do tej pory stanowią wielką jego atrakcję. Organizatorem całego przedsięwzięcia był stale walczący o prawa kapucynów brat arch. inż. Innocenty Barth. W 1811 roku ukończono budowę, a 14 września 1811 roku odbyła się konsekracja świątyni, której dokonał bp Antoni Gołaszewski. W 1853 roku ukończono budowę klasztoru.
W 1879 roku w prezbiterium ustawiono ołtarz główny wykonany przez Stanisława Janika i Romualda Łapczyńskiego z rokokowym wizerunkiem Ukrzyżowanego, a w latach 1896–1899 ołtarze boczne. W 1916 roku zbudowano nowe organy.
3 października 1953 roku poświęcono kaplicę z figurą Najświętszej Maryi Panny Niepokalanie Poczętej, którą zbudował o. Stanisław Parysz. 19 lutego 1961 roku w tej kaplicy wprowadzono całodzienną adorację Najświętszego Sakramentu.
W czasie stanu wojennego odbywały się przy tym kościele patriotyczne wiece po mszach za Ojczyznę, podczas których składano kwiaty w kształcie krzyża i odsłonięto cztery tablice (upamiętniające poległych w czasie stanu wojennego, Katyń, napaść ZSRR na Polskę i marszałka Józefa Piłsudskiego. Dlatego nazwano to miejsce kolebką wolności.
Do najbardziej zasłużonych kapłanów należą: projektant tego kościoła Inocenty Barth, br. prowincjał Józef Krzysik, Hieronim Ryba, Stanisław Parysz, Józef Śleboda, Bogusław Piechuta.
Gwardianami klasztoru byli m.in.: br. prezb. Innocenty Barth OFMCap (1775–1778), br. prezb. Kryspin Wróblewski OFMCap (1840–1843), br. prezb. Leon Szczepanowski OFMCap (1810–1816, 1825–1828), br. prezb. Józef Krzysik, br. prezb. Alfons Ziębowicz OFMCap (1849–1852, 1861–1862), br. prezb. Abel Mordziński OFMCap (1843–1849, 1862–1864), br. prezb. Augustyn Watras OFMCap (1897–1900, 1903–1906, 1912–1921), br. prezb. Kazimierz Niczyński OFMCap (1933–1936, 1937–1939, 1962–1964), br. prezb. Ambroży Mayer OFMCap (1942–1947)

## Architektura
Budowla z kamienia z kamieniołomu w Czarnorzekach. Pierwotna polichromia wnętrza świątyni, z elementami malarstwa iluzjonistycznego, wykonana przez Franciszka Smuglewicza i A. Kucharskiego. Dziedziniec przedkościelny z kamienną figurą Matki Bożej pośrodku, otoczony oryginalnym ogrodzeniem z postaciami męczenników: Świętego Wojciecha i św. Jana Nepomucena, ze stacjami drogi krzyżowej, z obrazami namalowanymi przez W. Barwickiego. W kościele i klasztorze są obrazy Matki Bożej, św. Franciszka z Asyżu, św. Antoniego z Padwy i św. Feliksa z Cantalice.
Na ścianach świątyni umieszczono tablice poświęcone:
- dr. Modestowi Humieckiemu (1842–1899) – burmistrzowi Krosna z napisem: „Modest Humiecki naonczas najlepszy prefekt krośnieńskiego grodu, doskonały dr medycyny, właściciel ziemski Rzepnika, dokonał żywota w 1899 r.”
- br. prowincjałowi Józefowi Krzysikowi (Krzysikiewiczowi) (1800-1882) – malarzowi, opiekunowi powstańców, autorowi prac teologicznych.
- br. Innocentemu Barthowi – projektantowi tej świątyni.

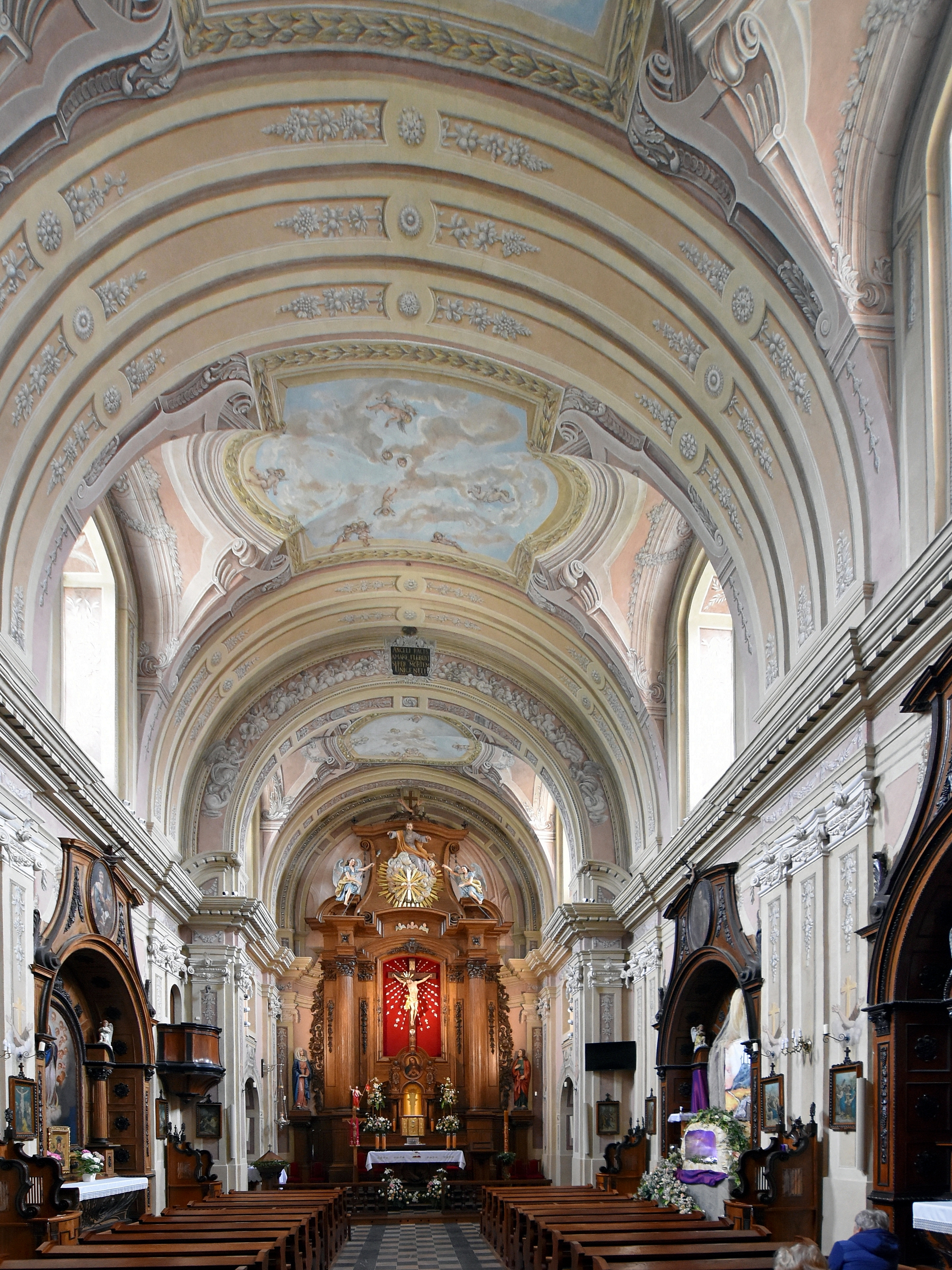
Wnętrze
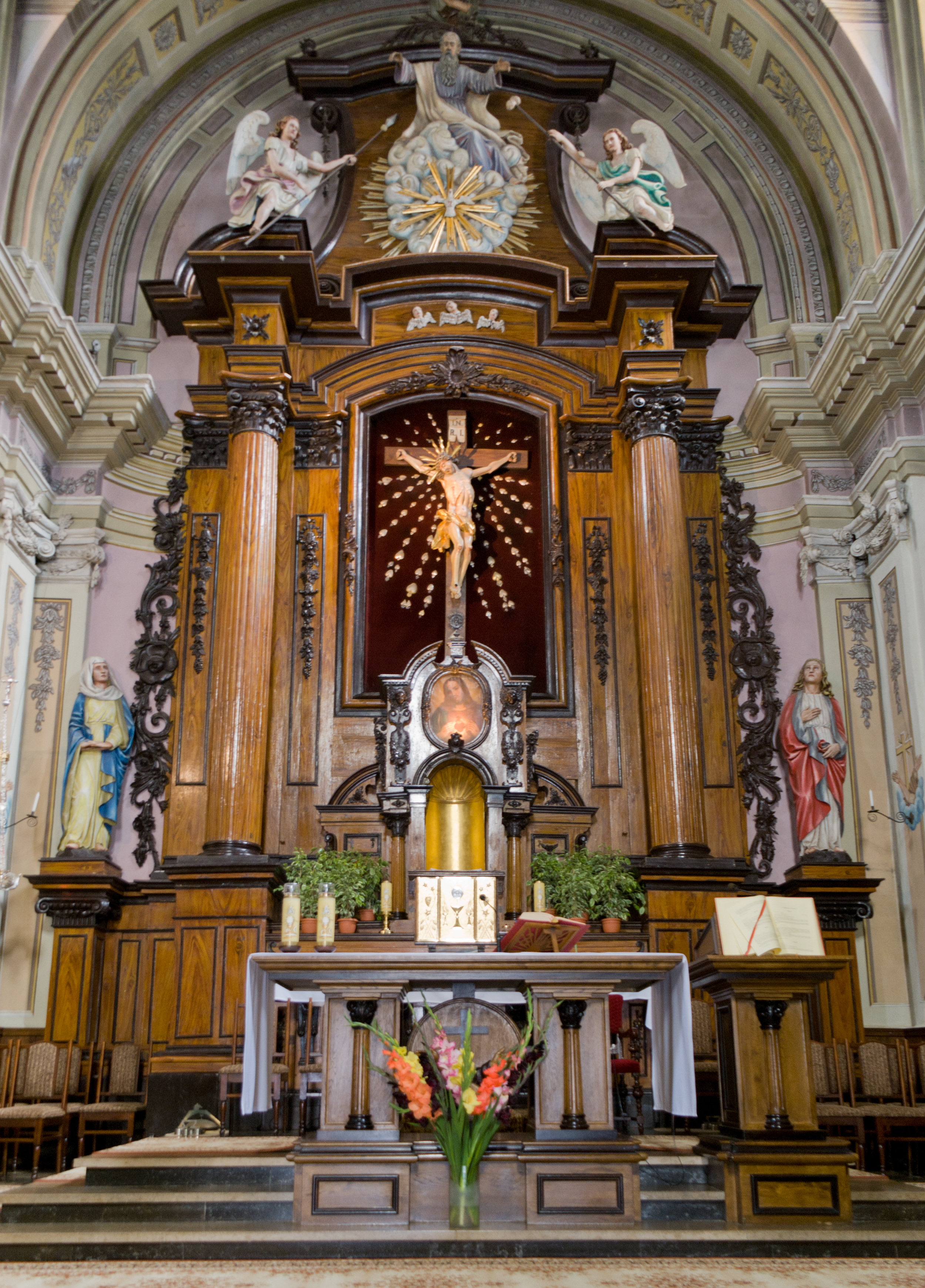
Ołtarz główny
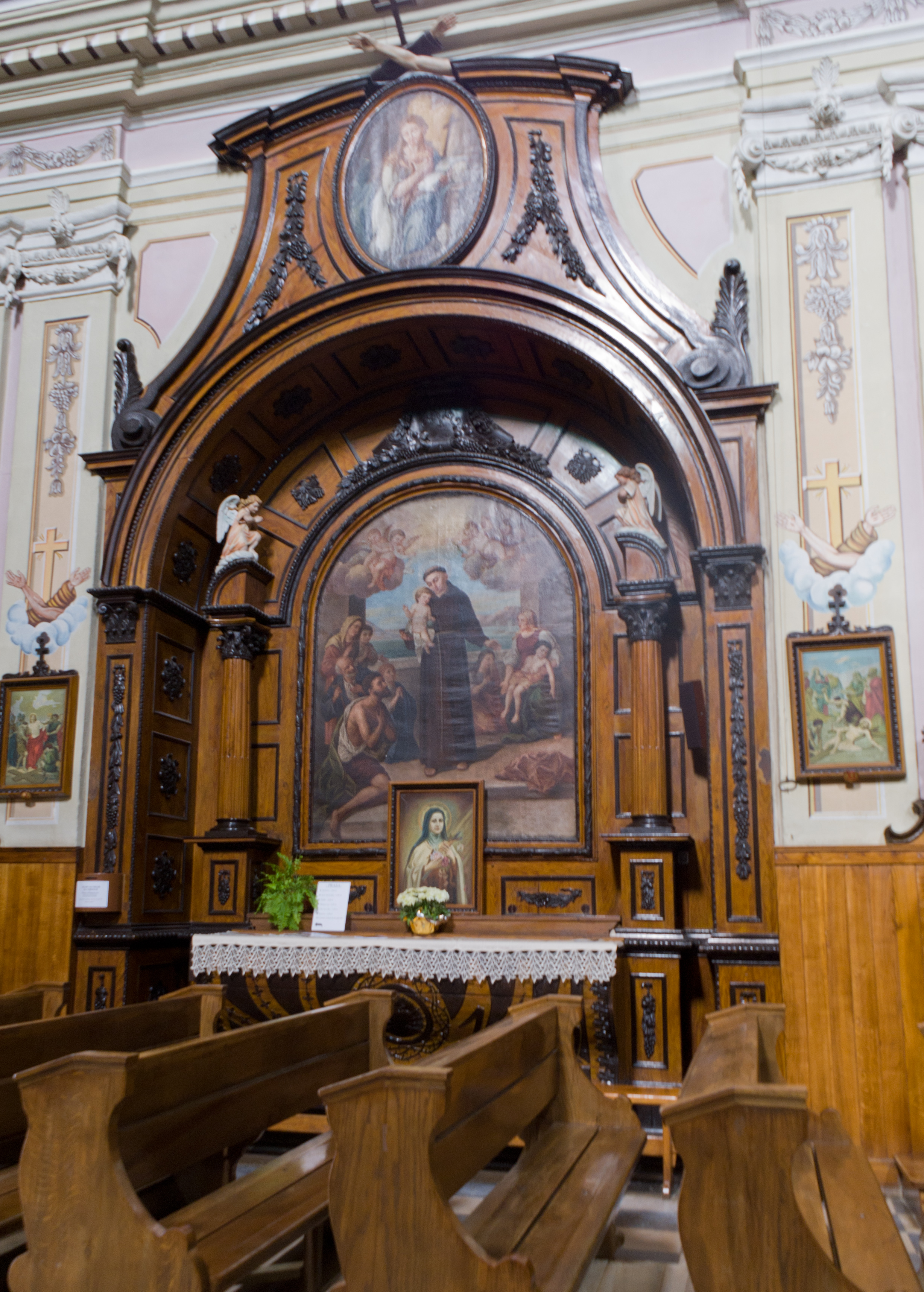
Ołtarz boczny